# Camaricus formosus
Camaricus formosus är en spindelart som beskrevs av Tord Tamerlan Teodor Thorell 1887. Camaricus formosus ingår i släktet Camaricus och familjen krabbspindlar. Inga underarter finns listade.